# 怪獸大戰爭
《怪獸大戰爭》（日文原名：怪獣大戦争）是1965年12月19日上映的日本電影，哥吉拉系列電影的第6部作品，日本觀眾人數達到513萬人。

## 劇情概要
地球聯合宇宙局發現外太空出現不明電波訊號，循著電波訊號來源追蹤過去發現了一個名叫X星的星球，宇宙局派出太空船P1前去X星探查，太空人富士和葛雷到達X星調查時卻遇上王者基多拉的襲擊，千鈞一髮之際受到X星球的人幫助因而逃過災禍，X星人對兩人非常禮遇，而X星人表示由於基多拉作亂的緣故，導致他們只能在X星的地底下生活，為了消滅在當地作亂的基多拉，希望地球人能夠借出哥吉拉和拉頓來幫助他們消滅基多拉，而X星人將提供地球人治療癌症的特效藥來作為幫助他們的回報。殊不知這一切其實是X星人的陰謀.......

## 登場怪獸
- 哥吉拉
- 拉頓
- 王者基多拉

## 演員
- 富士一夫:寶田明
- 葛雷:尼克.亞當斯
- 波川女史:水野久美
- 富士春奈:澤井桂子
- 鳥居哲男:久保明
- 櫻井博士:田崎潤
- X星人統制官:土屋嘉男
- 哥吉拉：中島春雄
- 拉頓：篠原正記
- 王者基多拉：廣瀨正一

## 製作人員
- 監製：田中友幸
- 劇本：關澤新一
- 音樂：伊福部昭
- 製作：清水雅
- 攝影：小泉一
- 導演：本多豬四郎
- 特技導演：圓谷英二
- 特技攝影：有川貞昌、富岡素敬